# Ligne de tramway KMx
Ne doit pas être confondu avec Ligne de tramway KM.
La ligne KMx d'après son numéro de tableau horaire est une ancienne ligne de tramway du Groupe de Courtrai de la Société nationale des chemins de fer vicinaux (SNCV) qui a fonctionné entre le 3 juillet 1932 et le 25 mai 1963.

## Histoire

### 1929-1939
La SNCV met en service le 1er juillet 1929 une ligne d'autobus (tableau 594/5) entre Mouscron et le quartier du Mont-à-Leux (frontière) qui suit en parallèle le tracé de la ligne vicinale 363/1,.
Le 3 juillet 1932, la ligne 355 est électrifiée entre la gare de Mouscron et le Risquons-Tout, le même jour les voies de la ligne 363/1 entre le centre de Mouscron et le quartier du Mont-à-Leux sont électrifiées et un nouveau service sous l'indice MMx[réf. nécessaire], est créé circulant entre la gare de Mouscron et le Mont-à-Leux en remplacement du service d'autobus 594/5[réf. nécessaire],,.
Le 25 mai 1939, les voies de la ligne 363/1 sont électrifiées entre Mouscron et Courtrai, le service électrique remplace alors la ligne 363/1.

### Du tram au bus
Dans la première moitié des années 1950, la SNCV remet en service une ligne d'autobus circulant en parallèle du tram entre la gare de Mouscron et le quartier du Mont-à-Leux Frontière (tableau 550).
Le 29 mai 1960, la section Mouscron Gare - Mouscron (Mont-à-Leux) Frontière est fermée à tout-trafic, le terminus est reporté à la gare tandis que le service d'autobus continue de desservir le Mont-à-Leux en remplacement du tramway,.
La ligne est supprimée le 25 mai 1963, elle est remplacée par la ligne d'autobus 717 qui circule dès lors sous le n° 3 (le tableau 717 est fusionné avec le tableau 716).

## Exploitation

### Horaires
Tableaux :
- 594 (bus) en 1931, numéro partagé par les lignes d'autobus 594/1 Courtrai Station-État - Moorsele Maison communale (nl), 594/2 Courtrai Station-État - Kuurne 't Kruiske (nl) ; 594/3 Courtrai Station-État - Menin Grand'Place ; 594/4 Courtrai Station-État - Wevelgem Place ; 594/5 Mouscron Station-État - Mouscron (Mont-à-Leux) Frontière ; 594/6 Mouscron Station-État - Herseaux Petit Audenarde ; 594/7 Mouscron Station-État - Mouscron La Planche[2].
- 363 en 1934, numéro partagé par les lignes 363/1 Courtrai Station-État - Mouscron Station-État ; MMx Mouscron Station-État - Mouscron (Mont-à-Leux) Frontière et MP Mouscron Station-État - Mouscron La Planche[3] ;
- 550 en 1950[8].
- 550 (bus et tram) en 1955[5].
- 716 (tram) et 717 (bus) en 1958[9].
- 716 (bus) en 1963[7].